# 第1山地師 (德國國防軍)
第1山地师 (德語：1. Gebirgs Division) 是纳粹德国的军事力量德意志国防军在第二次世界大战中的一支精锐部队。 
第1山地师是在早先成立于1935年6月1日的山地旅（德語：Gebirgs Brigade）的基础上，于1938年4月9日在加爾米施-帕滕基興地区扩建成立，作战人员主要由巴伐利亚人以及一部分的奥地利人组成。

## 波兰與法国
第1山地师作为南方集团军的一部分，参与了波兰战役，并在第二次世界大戰喀爾巴阡戰場中崭露头角。
随后，该师参与了法国战役，并被挑选加入到针对英国（海狮行动）以及直布罗陀（菲利克斯行动）的作战准备中，但是这两项作战计划随后皆被取消，该师在1941年的4月作为第2軍團的一部分参与了入侵南斯拉夫的战斗。

## 苏德战争

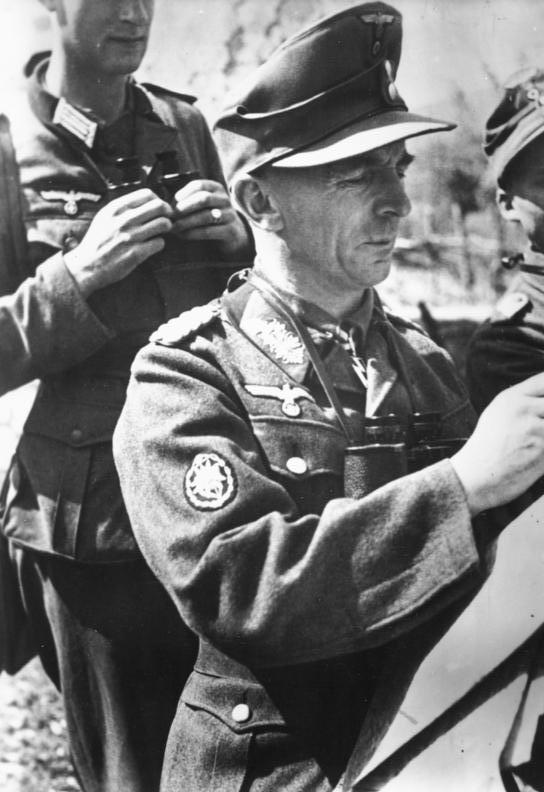
1943年6月，第1山地师師長瓦爾特·斯特納爾·馮·格拉本霍芬正在巴尔干半岛蒙特内哥罗地区掃蕩游擊隊

第1山地师参与了巴巴罗萨行动。在6月30日，该师占领了利沃夫。在那里，德国人发现了数千名囚犯的尸体，他们都是由于无法被疏散撤离，而被NKVD处死的。随着这个消息的传播开来，一场由德国与乌克兰民族主义者组织所散布的，号召对“布尔什维克的犹太凶手”进行复仇的海报与各种宣言而挑起的，当地乌克兰人参与的，大规模针对犹太人的大屠杀爆发了。
第1山地师继续其在苏联的挺进，参与了对斯大林防线的突破作战，突进至第聂伯河与米烏斯河附近。在1942年5月，该师参加了第二次哈爾科夫戰役，紧接着又参与到穿过苏联南部进入高加索的进攻中（火绒草行动）。 
作为一次更具政治宣传意义的象征性行动，该师派遣了一支先遣队，于8月21日在厄尔布鲁士山上升起了德国国旗。尽管这一战功被戈培尔进行了广泛地宣扬，希特勒仍然对此大发雷霆。 在高加索的战斗结束后，该师被部署到希腊，随后前往塞尔维亚参与了围剿游击队的行动。到了1944年末，该师作为E集团军群的一部分从巴尔干地区撤出前往匈牙利。
该师于1945年3月重新命名为“第1帝國山地师”，它最后一次参与的大型行动是在巴拉顿湖附近与乌克兰第3方面军的战斗（春季觉醒行动）。两个月后，疲惫不堪的该师向奥地利的美军投降。

## 战争罪行
第1山地师在二战期间犯下多起屠杀平民与战俘的战争罪行和其他暴行，茲列舉部分已知暴行如下：
- 在入侵波蘭時第1山地師曾在波蘭普熱梅希爾一帶協助捕捉猶太人當奴工。[5]
- 在南斯拉夫蘇捷斯卡戰役期間，第1山地師跟其他的單位犯下屠殺平民與戰俘的罪行，根據戰役結束後的7月10日的報告，第1山地師抓到了498名戰俘，其中411人被槍決。[6]
- 在1943年7月6日，第1山地師的一支部隊攻擊了阿爾巴尼亞的波羅為村（英语：Borovë massacre），其中所有的房子和建築都被完全燒毀和摧毀，而該村的居民中有107人遇害，被害人中包括五個全家被滅門的家族，其中最年輕的受害者四個月大，最老的受害者七十三歲。
- 1943年9月，屬於意军第33步兵师的5,155名俘虜在希臘凯法利尼亚岛遭到德國第1山地師屠戮，史稱凯法利尼亚岛大屠杀；此外，德國第1山地師也在意军第151步兵师於1943年10月於阿爾巴尼亞投降後，屠殺了军第151步兵师的所有軍官與士官。[7]
- 在約瑟夫·薩爾明哥中校（Josef Salminger）被希臘的反抗者殺害後，德意志國防軍第22山地军上將胡贝特·兰茨（Hubert Lanz）於1943年10月1日下令在薩爾明哥被殺的地點的20公里範圍內進行一個「無情的報復行動」，而位於這範圍內的玲家道村（英语：Lingiades massacre）的96名村民中，有92人被處決。[8]H·F·邁爾（H. F. Meyer）在他的《染血的雪絨花：二戰時期的第1山地師》（Bloodstained Edelweiss: The 1st Mountain Division in the Second World War）一書中描述了第1山地師的種種暴行。[9]

## 著名人物
- 費迪南德·舍納爾︰最後一位受封的德軍元帥。
- 蔣緯國︰中華民國領導人蔣中正之子，曾於1937至1939年服役於該師的第98山地團（Gebirgsjäger-Regiment 98），最高軍階為中尉。